# Cérvol dels pantans
El cérvol dels pantans (Blastocerus dichotomus), conegut com a guasu puku en guaraní, és l'espècie de cérvol més gran de Sud-amèrica, amb una llargada de dos metres, una alçada d'1,2 metres al carpó i un pes de 150 kg. Viu a l'Argentina, Bolívia, el Brasil, l'Uruguai i el Paraguai. Antigament vivia arreu de Sud-amèrica tropical, però actualment està limitat a petites poblacions aïllades a regions d'aiguamolls i llacunes a les conques dels rius Parana i Paraguai com el Pantanal o com a la regió amazonica del Perú.
Entre les peülles tenen una membrana interdigital que els ajuda a no enfonsar-se al terreny tou dels pantans on viuen. Tot i això, la seva estratègia defensiva no es basa en la fugida ràpida, difícil en aquest terreny, sinó en passar desapercebut.
Sol viure en grups familiars d'un mascle i un parell de femelles. El zel i la caiguda de les banyes poden donar-se en qualsevol època de l'any.